# القوات البرية للجيش
كانت القوات البرية للجيش واحدة من العناصر الثلاثة المستقلة لجيش الولايات المتحدة خلال الحرب العالمية الثانية، والبعض الآخر هو القوات الجوية للجيش وقوات خدمات الجيش. طوال فترة وجوده، كانت القوات البرية للجيش أكبر منظمة تدريب تأسست على الإطلاق في الولايات المتحدة. نمت قوته من 780،000 جندي في 1 مايو 1942 إلى ذروة 2،200،000 بحلول 1 يوليو 1943. بعد ذلك تراجعت قوتها مع مغادرة الوحدات لمسارح الحرب الخارجية.

## تنظيم القوات البرية
في عام 1942، قُدر أنه سيلزم ما بين 200 و350 فرقة لهزيمة ألمانيا واليابان. ومع ذلك، تم إعداد 89 فرقة فقط في نهاية المطاف. كان هذا جزئيًا لأن متطلبات قوات الخدمة والنفقات العامة كانت أكبر مما كان متوقعًا، ولأن القوة الإجمالية للجيش أصبحت ثابتة عند مستوى أقل من المتوقع. تم تحديد قوام الجيش عند 7،500،000 من المجندين في عام 1942  ثم تم قطعه إلى 7،004،000 من المجندين في عام 1943. تم إجراء تخفيضات إضافية لـ 433000 رجل بحلول مارس 1945. ونتيجة لذلك، تم تأجيل الأقسام المقرر تفعيلها في النصف الثاني من عام 1943 إلى عام 1944، ثم تم إلغاؤها بالكامل، ولم يتم تشكيل أقسام جديدة بعد يونيو 1943.
بحلول مايو 1945، كان 96 ٪ من جميع القوات التكتيكية في الخارج. لا توجد وحدات جديدة تتشكل ولا توجد احتياطيات. لحسن الحظ، كانت هذه كافية لإلحاق الهزيمة بألمانيا واليابان، ويرجع ذلك إلى حد كبير إلى أن الاتحاد السوفياتي تحمل معظم عبئ قتال الجيش الألماني على الجبهة الشرقية. ومع ذلك، كان هذا يعني أيضًا أن التشكيلات بقيت في الخط لفترة أطول من المتوقع وتلقت خسائر فادحة. في ثلاثة أشهر من القتال المكثف، يمكن لقوات المشاة أن تتوقع إصابات بنسبة 100 ٪ في أفواج المشاة الثلاثة. تم الحفاظ على الوحدات من خلال التدفق المستمر للبدائل على مستوى الافراد. وضعت هذه الظروف ضغطًا كبيرًا على الجندي المقاتل الذي ظل يعمل حتى أصابته.

## القادة
- اللفتنانت جنرال ليزلي ماكنير 9 مارس 1942 - 13 يوليو 1944
- الفريق بن لير 14 يوليو 1944 - 20 يناير 1945
- الجنرال جوزيف ستيلويل 22 يناير 1945 - 22 يونيو 1945
- الجنرال يعقوب ل.ديفيرز 29 يونيو 1945 - 9 مارس 1948